# Sardinia Vera
Le Sardinia Vera est un ferry ayant appartenu au groupe Corsica Ferries - Sardinia Ferries. Construit en Allemagne de l'Ouest par les chantiers Rickmers Werft de Bremerhaven entre 1974 et 1975 pour la compagnie suédoise Stena Line, il était initialement baptisé Stena Nautica. Affrété dès sa livraison par la compagnie canadienne Marine Atlantique, il sera employé entre la Nouvelle-Écosse et Terre-Neuve sous le nom de Marine Atlantica. Vendu en 1986 au groupe Corsica Ferries, il devait dans un premier temps être affecté aux liaisons entre la Corse et l'Italie mais sera finalement exploité par Sardinia Ferries entre le continent italien et la Sardaigne à partir de 1987. À partir de 1999 et de la fusion des marques Corsica Ferries et Sardinia Ferries, le navire connaîtra une utilisation plus polyvalente, affecté indifféremment sur les réseaux corses et sardes selon les années ainsi qu'à des lignes plus exotiques en Grèce et plus récemment une liaison de fret vers l'Espagne et l'Algérie. Retiré du service en 2023, il est vendu à la casse et échoué en mai 2024 sur la plage d'Aliağa pour y être démantelé.

## Histoire

### Origines et construction
Au début des années 1970, la compagnie suédoise Stena Line décide de lancer la construction de quatre navires identiques dont la principale fonction serait d'être utilisés comme bateaux-charters. Afin de proposer une exploitation polyvalente, ces navires se caractérisent par une très grande capacité de véhicules par rapport à leur taille globale, ce qui leur confère une silhouette très anguleuse qui leur vaudra le surnom de « cubes ». Leur construction est confiée aux chantiers allemands Rickmers de Bremerhaven. Le premier, baptisé Stena Nautica, est mis en service en 1974. 
Le troisième navire de la série, initialement baptisé Stena Atlantica, est mis sur cale le 5 avril 1974. Lancé le 18 décembre sous le nom de Stena Nautica, il est ensuite livré à Stena Line le 30 mai 1975.

### Service

#### Marine Atlantique (1975-1986)
Tout comme ses sister-ships, le Stena Nautica est affrété dès sa livraison. À l'instar du premier Stena Nautica, il est affrété par la compagnie canadienne Marine Atlantique. Après avoir quitté l'Allemagne pour le Canada, il est mis en service le 23 juin 1975 entre la Nouvelle-Écosse et Terre-Neuve sous le nom de Marine Atlantica.
En 1979, il devient la propriété de Marine Atlantique par le biais de la société Roylease, la branche crédit-bail de la Banque royale du Canada.
En juin 1986, le Marine Atlantica est vendu à la société luxembourgeoise Tourship, holding du groupe bastiais Corsica Ferries qui avait déjà fait l'acquisition du Marine Nautica. Contrairement à ce dernier, qui a d'ores et déjà rejoint la flotte de son nouvel armateur, le Marine Atlantica conserve son affectation tout au long de l'été 1986. Il achève sa dernière traversée en octobre puis quitte le Canada pour rejoindre l'Italie.

#### Sardinia Ferries (1987-1999)
Arrivé à La Spezia le 15 octobre 1986, le Marine Atlantica est livré au groupe Corsica Ferries et entre en chantier afin de subir quelques travaux de rénovations. Rebaptisé Corsica Vera dès 1987, il est prévu que le navire desserve les lignes entre l'Italie et la Corse à partir de juin. Cependant, le groupe décidera finalement de l'exploiter sur les lignes de la Sardaigne. Le car-ferry rejoint ainsi la flotte de Sardinia Ferries et prend le nom de Sardinia Vera.
En 1994, le navire se voit adjoindre deux caissons latéraux visant à améliorer sa stabilité.

#### Corsica Ferries - Sardinia Ferries (1999-2024)
En 1999, les marques commerciales Corsica Ferries et Sardinia Ferries sont fusionnées et apparaissent désormais conjointement sur les flancs du navire.
Le 4 mars 2001, le Sardinia Vera est affrété pour cinq ans par le Conseil départemental de la Seine-Maritime afin de naviguer entre la France et le Royaume-Uni à partir du mois d'avril sous la bannière de la société Transmanche Ferries. La couleur jaune de sa coque sera par la suite adoptée par la compagnie Transmanche et sera arborée par ses navires suivants. C'est dans le cadre de cet affrètement que le navire s'échoue non loin de Newhaven le 27 mai 2003, ce qui nécessite l'intervention d'un remorqueur. Il s'échouera de nouveau le 10 juillet suivant, cette fois-ci à l'entrée de Dieppe mais sera, là aussi, rapidement dégagé. Une fois l'affrètement terminé le 31 mars 2006, le Sardinia Vera retrouve son affectation d'origine sur les lignes sardes du groupe Corsica Ferries durant la saison estivale avant d'être désarmé.
Inutilisé durant la saison 2007, il est transféré le 13 novembre au sein de Kallisti Ferries, nouvelle filiale du groupe bastiais opérant dans les îles de la mer Égée. Supposé commencer son exploitation en mars 2008, celle-ci est retardée en raison de différends administratifs entre la compagnie et les autorités grecques. Le Sardinia Vera est finalement mis en service le 25 juin entre Le Pirée et les Cyclades. La ligne est cependant interrompue en juillet 2009 à la suite d'une crise impactant considérablement le marché. Après avoir regagné l'Italie, le car-ferry, sans affectation, fait office de navire de réserve.
À partir de la saison 2010, le Sardinia Vera reprend du service sur les lignes de la Corse depuis Nice et Livourne en raison de la hausse constante du nombre de passagers sur ces axes.
Après un bref retour sur les lignes sardes durant le mois de juillet 2015, il renforce les lignes de la Corse depuis Nice et Toulon à la suite de l'arrivée du Mega Andrea.
Au cours du printemps 2017, le navire est affrété par la compagnie espagnole Baleària qui l'exploite entre l'Espagne et l'Algérie. De retour au sein de Corsica Ferries, il inaugure durant la saison estivale les nouvelles lignes de la compagnie depuis Piombino vers la Corse et la Sardaigne.
Durant l'année 2020, en raison de la réduction des services de Corsica Ferries imposée par les restrictions sanitaires dues à la pandémie de Covid-19, la compagnie se retrouve contrainte d'opérer une diversification de ses activités afin de faire face à la baisse du trafic passagers sur tous ses axes. Pour ce faire, une liaison de fret est mise en place entre Toulon, l'Espagne et l'Algérie en partenariat avec la société toulonnaise Terminal Automobiles Services (TAS). Ainsi, le Sardinia Vera et son jumeau le Corsica Marina Seconda sont employés périodiquement entre La Seyne-sur-Mer, Carthagène et différents ports algériens.
À partir de l'été 2022, le Sardinia Vera est affecté aux rotations estivales entre Livourne et Bastia à titre principal en remplacement du Corsica Marina Seconda qui est pour sa part transféré sur les lignes de fret depuis La Seyne-sur-Mer. Reconduit sur le même axe durant l'été 2023, il est cependant victime d'une avarie au mois d'août et immobilisé pour le reste de la saison. D'apparence sans gravité, cet incident technique a probablement scellé le destin du navire. En février 2024, Corsica Ferries adresse à l'autorité portuaire de Gênes une demande pour le démantèlement du Sardinia Vera en Turquie. L'autorisation délivrée, le navire quitte Savone le 26 avril 2024 pour rejoindre les plages d'Aliağa. Arrivé à destination le 2 mai, il est échoué deux jours plus tard et démoli au cours des mois suivants.

## Aménagements
Le Sardinia Vera possédait 10 ponts. Les installations des passagers était principalement situées sur le pont 7 mais aussi à l'avant des ponts 5 et 6 et sur une partie du pont 9. Les locaux de l'équipage occupaient majoritairement le pont 8 ainsi que les ponts 9 et inférieurs. L'intégralité des ponts 3 et 4 et une grande partie des ponts 5 et 6 abritaient quant à eux les garages.

### Locaux communs
Les installations destinées aux passagers occupaient la totalité du pont 7 et une partie du pont 9. Le Sardinia Vera était équipé d'un bar, d'un snack, d'un restaurant self-service, et d'un bar extérieur.
À la suite d'une refonte effectuée à la fin des années 2010, les installations portaient un nom commun à tous les navires de la flotte :
- Riviera Lounge, bar-salon situé à l'avant du pont 7 ;
- Lido Beach Bar, bar extérieur au milieu sur le pont 9 ;
- Yellow's, libre-service situé à la poupe au pont 7 ;
- Sweet Cafe, coffee shop situé au milieu du navire ;

En plus de ces installations, une boutique située sur le pont 7 était présente ainsi qu'une salle de jeux pour enfants et un espace d'arcade à proximité.

### Cabines
Le Sardinia Vera disposait de 31 cabines interne ou externes situées à l'avant des ponts 5 et 6. D'une capacité de deux à quatre personnes, toutes étaient pourvues de sanitaires complets comprenant douche, WC et lavabo. Un grand nombre de fauteuils étaient présents sur le pont 7 dont une grande majorité dans un salon située au milieu du navire.

## Caractéristiques
le Sardinia Vera mesurait 120 mètres de longueur pour 19,03 mètres de largeur, son tonnage était de 12 107 UMS UMS. Le navire avait une capacité de 1 500 passagers et était pourvu d'un garage pouvant contenir 500 véhicules répartis sur quatre ponts, accessible par deux portes rampes, une à la proue et une à la poupe. La propulsion était assurée par deux moteurs diesel MaK 12M551AK développant une capacité de 10 385 kW faisant filer le navire à une vitesse de 18,5 nœuds. Le navire disposait de deux embarcations de sauvetage ouvertes de taille moyenne et deux de plus petite taille.

## Lignes desservies
De 1975 à 1986, le navire a assuré, pour le compte de la société canadienne Marine Atlantique, la liaison entre North Sydney en Nouvelle-Écosse et Port-aux-Basques dans la province de Terre-Neuve.
À partir de 1987, le car-ferry assure le trafic de Sardinia Ferries entre l'Italie continentale et la Sardaigne, dans un premier temps sur la ligne Livourne - Olbia puis à partir de 1990, sur Livourne - Golfo Aranci. En 1996, il est déplacé sur la ligne Civitavecchia - Golfo Aranci.
Dans le cadre d'un affrètement par la compagnie Transmanche Ferries, le Sardinia Vera navigue entre la France et le Royaume-Uni sur la ligne Dieppe - Newhaven de 2001 à 2006.
Après avoir de nouveau desservi Civitavecchia - Golfo Aranci durant l'été 2006, le navire est désarmé durant l'année 2007. Il reprend ensuite du service à partir de juin 2008 au sein de la filiale Kallisti Ferries dans les îles grecques entre Le Pirée, Naxos, Ikaria, Fourni et Samos jusqu'en juillet 2009 puis reprend à partir de 2010 les traversées depuis Nice et Livourne vers Bastia, L'Île-Rousse et Calvi. Il retournera sur les lignes sardes à partir de 2013 entre Livourne et Golfo Aranci.
À partir de la mi-juillet 2015, il renforce les lignes de la Corse depuis Toulon, Nice et Livourne.
Au printemps 2017, il navigue entre l'Espagne et l'Algérie sur la ligne Valence - Mostaganem dans le cadre d'un affrètement par la compagnie espagnole Baleària. Rendu à Corsica Ferries avant l'été, il inaugure ensuite de nouvelles lignes au départ de Piombino vers Porto-Vecchio et Golfo Aranci.
Avant la crise sanitaire, le Sardinia Vera était habituellement affecté aux lignes saisonnières vers la Corse et la Sardaigne sur Nice - L'Île-Rousse, Piombino - Bastia et Piombino - Golfo Aranci. Durant ses dernières années de service, il alternait entre les liaisons vers Bastia depuis Livourne, Piombino et parfois Nice en été et des lignes de fret entre La Seyne-sur-Mer, l'Algérie, ou encore Barcelone le reste de l'année, transportant notamment des voitures neuves.